# Грыжник гладкий
Гры́жник гла́дкий, или грыжник го́лый (лат. Herniária glábra) — однолетнее травянистое растение; типовой вид рода Грыжник (Herniaria) семейства Гвоздичные (Caryophyllaceae).
Народные названия: грыжник, кильник, остудник, собачье мыло.

## Ботаническое описание

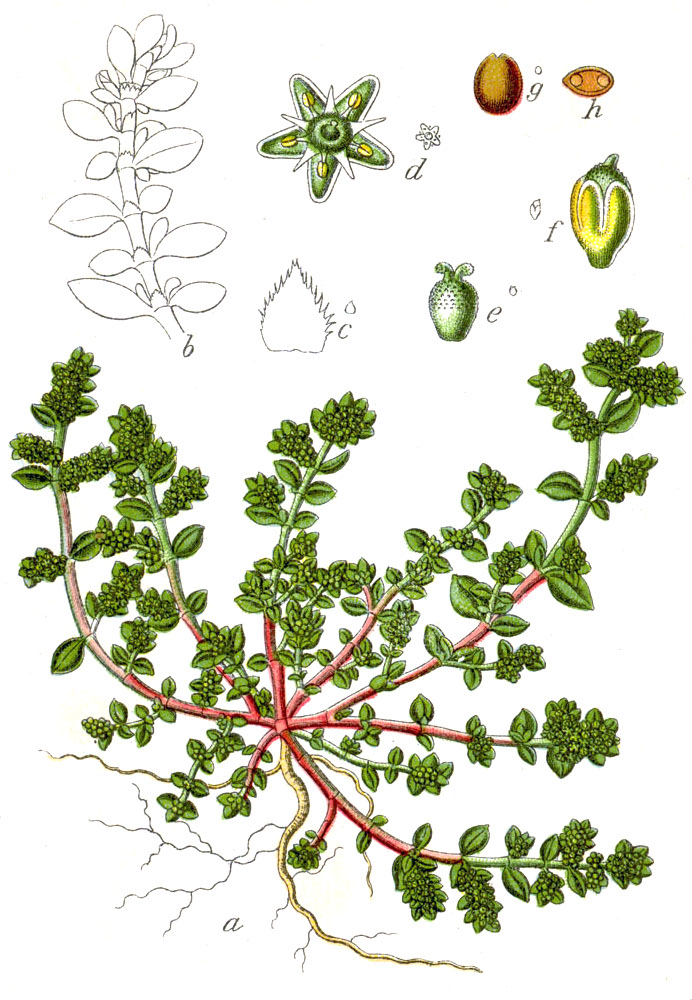

Стебли многочисленные, лежачие, как бы прижатые к почве, почти голые или слегка коротко волосистые, разветвлённые, 5—10 см высотой. Растение в сухом состоянии пахнет кумарином. Корень деревянистый, тонкий, стержневой.
Листья супротивные, продолговато- или обратнояйцевидные или эллиптические, мелкие 2—10 мм длиной и 1—3 мм шириной, островатые или тупые, к основанию сужены в очень короткий черешок, голые или слегка опушённые, желтовато- или светло-зелёные. Прилистники 1—1,5 мм длиной, треугольно-яйцевидные, плёнчатые, белые, по краю тонко реснитчатые.

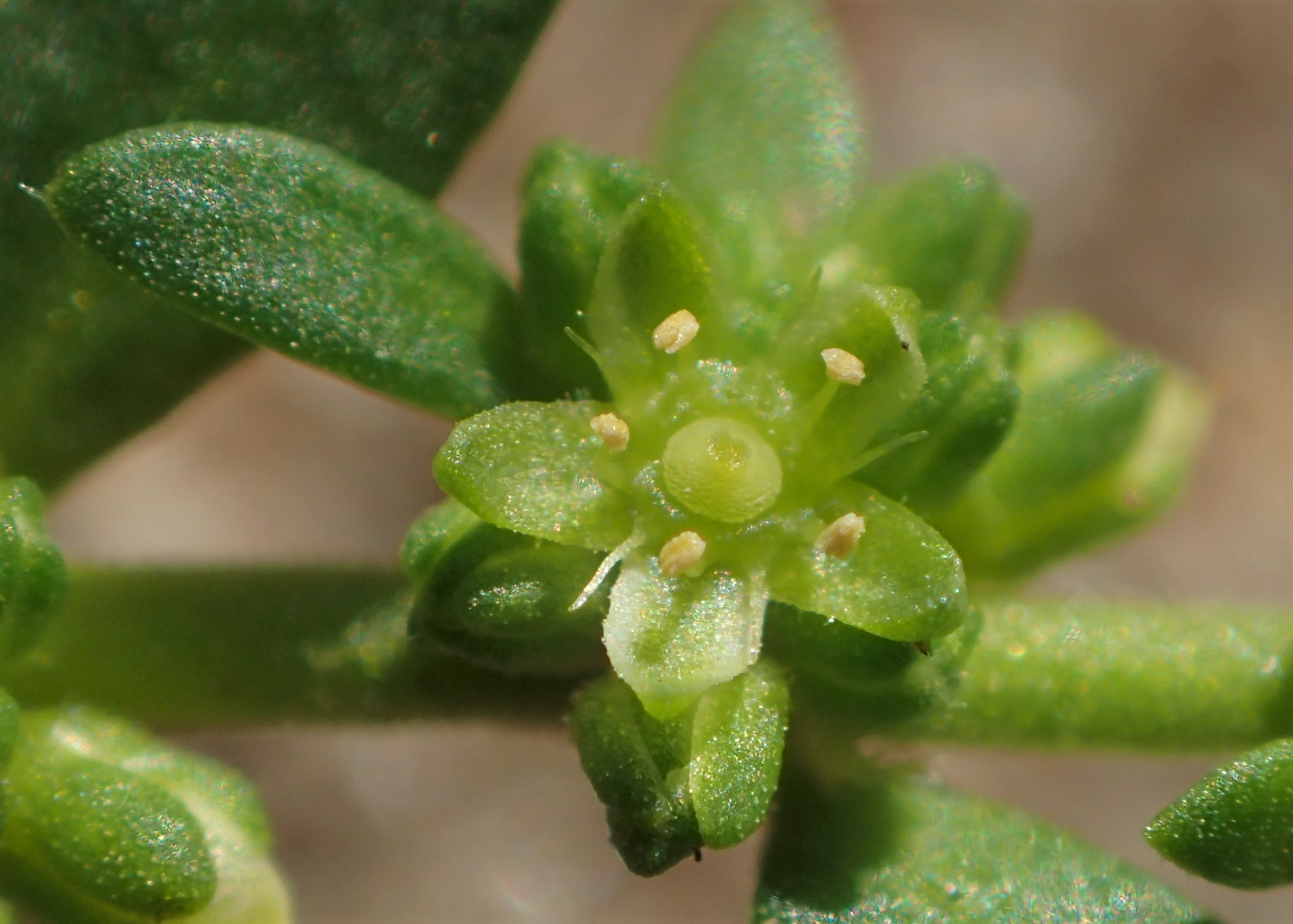
Цветок грыжника гладкого

Цветки сидячие, мелкие, около 1 мм в диаметре, собраны клубочками по 5—12 в пазухах листьев, наверху стеблей почти колосообразно. Чашечка 0,6 мм длиной, о четырёх—пяти туповатых чашелистиках, голая или при основании слабо опушённая. Венчик отсутствует или представлен пятью белыми нитевидными лепестками, короче чашечки. Тычинок пять; тычиночные нити немного короче лепестков, пыльники овальные, желтовато-оранжевые. Пестик с очень коротким столбиком (0,1 мм) и двулопастным рыльцем.
Плод — нераскрывающаяся односемянная коробочка 1—1,1 мм длиной, яйцевидная, превышающая по длине чашелистики. Семена почти округлые, плоско сжатые с боков, чёрные или коричнево-чёрные, блестящие, голые, гладкие, 0,5 мм длины и 0,4 мм ширины.
Цветёт в мае — сентябре, плодоносит в июне — сентябре. Размножается семенами.

## Распространение и экология
Европейско-среднеазиатский вид. Общее распространение: почти вся Европа, за исключением Крайнего Севера, Западная Сибирь, Средняя и Малая Азия, Северная Африка. В России распространён в большей части европейской России (кроме арктических районов), на Кавказе и на юго-западе Западной Сибири.
Произрастает на сухих песчаных местах, около дорог, на полях, в посевах, по парам, залежам, межам, опушкам, берегам рек, иногда на каменистых и щебнистых склонах. Предпочитает бедные (преимущественно песчаные) почвы.
Растение размножается исключительно семенами, число семян в одном экземпляре 100—1000 шт.

## Химический состав
Содержит тритерпеновые сапонины 5,37—16,25 %, сапонины,
органические кислоты 0,07 %,
эфирное масло,
дубильные вещества 3,16 %,
флавоноиды 0,12—0,14 %,
антоцианы 6,63 %,
кумарины 0,43—0,84 %.
Надземные органы содержат гликозид герниарин, умбеллиферон.

## Хозяйственное значение

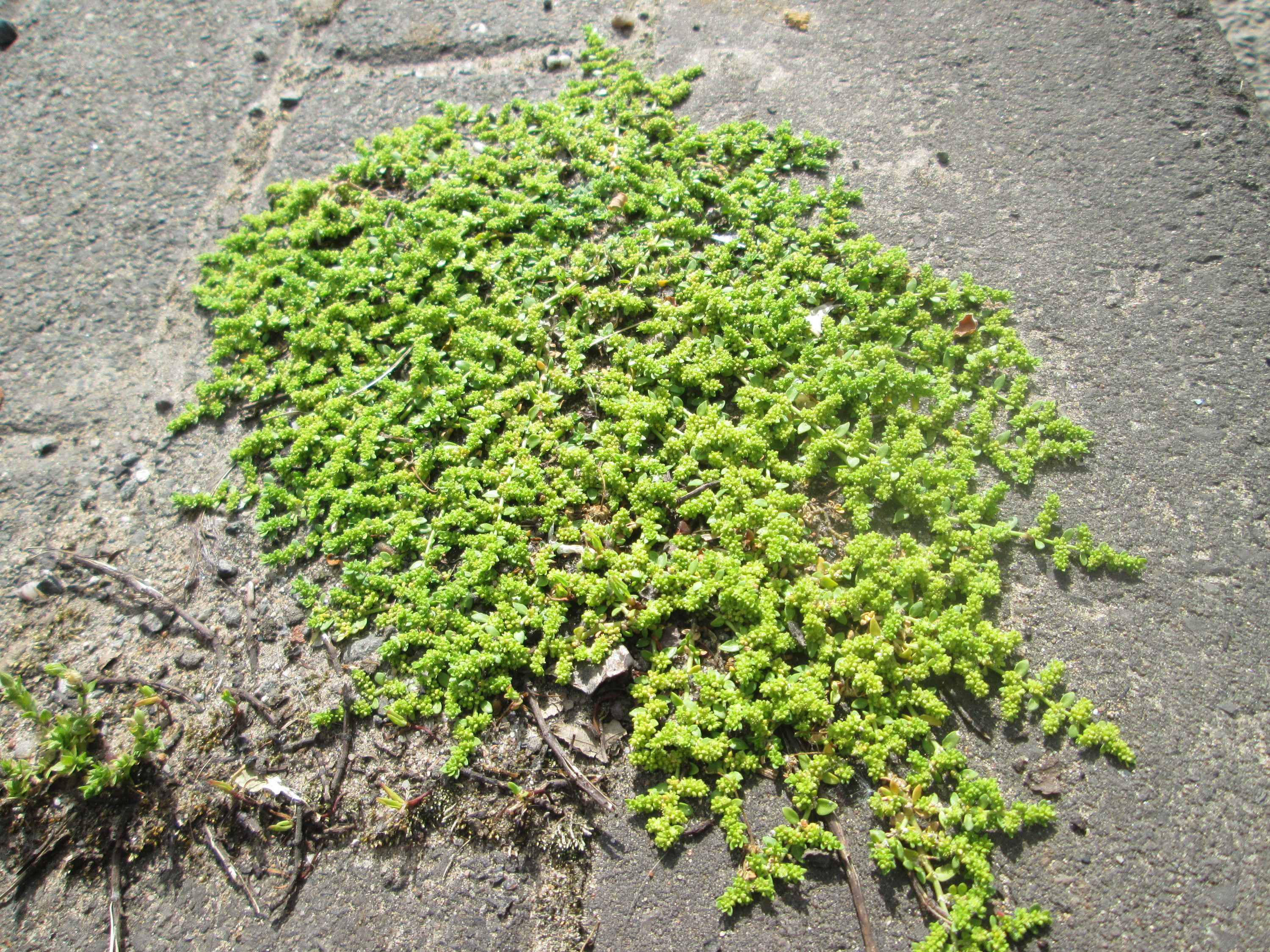

Своими распластанными на почве стеблями занимает довольно большое пространство, чем наносит вред культурным растениям.
Трава при растирании с водой даёт мыльную пену и применяется в мыловарении.
Данные о поедаемости лошадьми и крупно рогатым скотом противоречивы. Овцами поедается удовлетворительно. Козы и свиньи не едят.

## Медицинское применение
Грыжник гладкий нашёл некоторое применение в гомеопатии. В российской народной и научной медицине не применяется, однако широко используется в медицине стран Западной Европы как диуретик при болезнях сердца, почек, ревматизме и артритах, при венерических заболеваниях.
Имеет бактерицидное, спазмолитическое и слабое желчегонное действие.
Используется наружно как ранозаживляющее, при диатезе и кожных заболеваниях.
В народной медицине Белоруссии используют водный отвар грыжника гладкого при желудочных болях, в нём купают детей при диатезе и детских экземах.
Также в народной медицине употреблялось в качестве мочегонного средства, употребляемого при гонорее, хроническом катаре мочевого пузыря и при грыже.
Так как это растение ядовито, то оно требует крайней осторожности при употреблении внутрь.

## Классификация

### Таксономия
Herniaria glabra  L., 1753, Sp. Pl. : 218
Вид Грыжник гладкий относится к роду Грыжник (Herniaria) семейства Гвоздичные (Caryophyllaceae) порядка Гвоздичноцветные (Caryophyllales). Кладограмма в соответствии с Системой APG IV по состоянию на декабрь 2023 года:
|  |                                      |  |                                   |                                   |                      |  | ещё 40 семейств | ещё 40 семейств |                 |  |  |  | еще 32 подтвержденных вида и 64 вида, ожидающих подтверждения |
|  |                                      |  |                                   |                                   |                      |  | ещё 40 семейств | ещё 40 семейств |                 |  |  |  | еще 32 подтвержденных вида и 64 вида, ожидающих подтверждения |
|  |                                      |  |                                   | порядок Гвоздичноцветные          |                      |  |                 |                 | род Грыжник     |  |  |  |                                                               |
|  |                                      |  |                                   | порядок Гвоздичноцветные          |                      |  |                 |                 | род Грыжник     |  |  |  |                                                               |
|  | отдел Цветковые, или Покрытосеменные |  |                                   |                                   | семейство Гвоздичные |  |                 |                 | Грыжник гладкий |  |  |  |                                                               |
|  | отдел Цветковые, или Покрытосеменные |  |                                   |                                   | семейство Гвоздичные |  |                 |                 |                 |  |  |  |                                                               |
|  |                                      |  | ещё 63 порядка цветковых растений | ещё 63 порядка цветковых растений |                      |  |                 | еще 97 родов    | еще 97 родов    |  |  |  |                                                               |
|  |                                      |  |                                   | ещё 63 порядка цветковых растений |                      |  |                 |                 | еще 97 родов    |  |  |  |                                                               |

### Синонимы
- Herniaria ceretana Sennen
- Herniaria ceretanica (Sennen) Sennen
- Herniaria corrigioloides Lojac.
- Herniaria glabra f. glaberrima (Fenzl) Trinajstić
- Herniaria glabra subsp. nebrodensis Jan ex Nyman
- Herniaria glabra subsp. rotundifolia (Vis.) Trpin
- Herniaria microcarpa C.Presl
- Herniaria rotundifolia Vis.
- Herniaria suavis Klokov
- Herniaria vulgaris Spreng.